# 甘茹
甘茹（1523年—？年），字征甫，號泰溪，四川敘州府富順縣人。明朝政治人物。

## 生平
治《詩經》，由縣學生中式四川鄉試第二十一名舉人，年二十五歲中式嘉靖二十六年丁未科會試第一百二十一名，第三甲第二十八名進士。礼部觀政，歷陕西三原知县，升刑部主事，歷员外郎，出为陕西按察司佥事、右参议，升山东按察司副使。傳言，甘茹晚年携家隐居峄山炉丹峪。
甘茹无子，以侄子甘舜元为後。

## 家族
曾祖甘敬修，祖父甘澤，父甘化霖，举人，官嵩县知县。前母劉氏；母劉氏；繼母曹氏。
叔父甘为霖，工部尚書。